# Drosophila neoclavisetae
Drosophila neoclavisetae este o specie de muște din genul Drosophila, familia Drosophilidae, descrisă de Perreira și Kaneshiro în anul 1991. Conform Catalogue of Life specia Drosophila neoclavisetae nu are subspecii cunoscute.